# HMS Conqueror (1971)
De HMS Conqueror (bijgenaamd Conks) was een Britse kernonderzeeër van de Royal Navy die dienstdeed van 1971 tot en met 1990 en die in 1982 de Argentijnse kruiser ARA General Belgrano tot zinken bracht tijdens de Falklandoorlog. Hierbij kwamen 323 Argentijnse zeelieden om het leven. Het was de eerste keer dat een kernonderzeeër tijdens een oorlog een schip torpedeerde en slechts de tweede torpedering door een onderzeeboot in een oorlog na de Tweede Wereldoorlog (na de torpedering van het Indiase fregat INS Khukri door de Pakistaanse onderzeeboot PNS Hangor tijdens de Indiaas-Pakistaanse Oorlog van 1971).